# Сломянка (гміна Тикоцин)
Сломянка (пол. Słomianka) — село в Польщі, у гміні Тикоцин Білостоцького повіту Підляського воєводства.
Населення — 58 осіб (2011).
У 1975-1998 роках село належало до Білостоцького воєводства.

## Демографія
Демографічна структура станом на 31 березня 2011 року:
|          | Загалом | Допрацездатний вік | Працездатний вік | Постпрацездатний вік |
| -------- | ------- | ------------------ | ---------------- | -------------------- |
| Чоловіки | 34      | 6                  | 22               | 6                    |
| Жінки    | 24      | 3                  | 8                | 13                   |
| Разом    | 58      | 9                  | 30               | 19                   |